# J2ME
Java 2 Micro Edition (J2ME) er en udgave af Java målrettet mod små enheder som mobiltelefoner, pda'er og lignende. Der tages udgangspunkt i standardudgaven af java og ud fra dette grundlag er der defineret nogle overordnede konfigurationer. Inden for en konfiguration er der defineret profiler, der passer til en bestemt type udstyr som for eksempel mobiltelefoner. Konfiguration og profil bestemmer tilsammen, hvilke muligheder i java, der er tilgængelige.
| Software | Spire Denne artikel om software og programmering er en spire som bør udbygges. Du er velkommen til at hjælpe Wikipedia ved at udvide den. |